# Larangan Luar
Larangan Luar is een bestuurslaag in het regentschap Pamekasan van de provincie Oost-Java, Indonesië. Larangan Luar telt 7152 inwoners (volkstelling 2010).